# K–266 Orjol
A K–266 Orjol az Orosz Haditengerészet 949A tervszámú (NATO-kódja: Oscar–II) atommeghajtású robotrepülőgép-hordozó tengeralattjárója. Az orosz Északi Flotta 11. tengeralattjáró hadosztályának állományába tartozik. Honi kikötője Zaozjorszk.

## Története
Építését 1989. január 19-én kezdték el a szeverodvinszki Északi Gépgyárban (Szevmas) 650-es gyártási sorozatszámmal. 1990 januárjában került a Szovjet Flotta állományába. 1992. május 22-én bocsátották vízre, majd december 30-án helyezték üzembe a flottánál. 1991–1993 között Szeverodvinszk volt a hajó neve. 1993. február 5-én került az orosz Északi Flotta állományába, honi kikötője a Kola-félszigeten, Zaozjork településnél fekvő Zapadnaja Lica haditengerészeti bázis lett. 1993. április 6-án a hajót átnevezték a ma is használt Orjolra. Ettől kezdve a hajó legénységének egy részét az Orjoli területről származó személyek adják, és a hajó zászlajában is szerepel az Orjoli terület címere.
2013 novemberében nagyjavításra a Zvjozdocska hajójavító üzembe vezényelték, ahol modernizálják. Ennek során a zajszint csökkentése céljából kicserélik a hajócsavarokat hajtó tengelyeket. Az eredetileg két részből összeépített tengelyt egy tengelyre cserélik le. Modernizálják a fegyverzetét, a P–700 Granyit robotrepülőgépeket P–800 Onyiksz típusúakra cserélik. A munkálatok befejezését 2016-ra tervezték.

### 2015-ös tűzeset
A Zvjozdocska hajójavító üzem szárazdokkjában javítás alatt álló hajón 2015. április 7-én helyi idő szerint délután 2 órakor tűz keletkezett. A tüzet a hajótesten végzett hegesztés okozta. A nyomásálló test és a külső burkolat közti gumi szigetelés gyulladt ki és égett kb. 40 m² felületen. A tüzet a sűrű füst miatt nem sikerült eloltani, az tovább terjedt a nyomásálló test és a külső burkolat közötti térben és mintegy 500 m²-nyi felületet érintett. A tűz megállítására az szárazdokkot a hermetikusan lezárt tengeralattjáróval együtt elárasztották vízzel. Ennek köszönhetően a tüzet éjjel 10 órára sikerült megfékezni. A tengeralattjáró a szárazdokkban fegyverzet nélkül és leállított reaktorral tartózkodott, a fegyverzetet és a reaktor fűtőanyagát még 2013 novemberében eltávolították a hajóról. A baleset idején a személyzet 13 tagja tartózkodott a hajón, akiket sikeresen kimentettek a fedélzetről. A hajójavító üzem szerint a tűz során nem keletkezett jelentős károsodás, így az esemény a hajó nagyjavítását nem befolyásolja jelentősen.